# Cross Way
Cross Way war ein brasilianischer Hersteller von Automobilen.

## Unternehmensgeschichte
Das Unternehmen aus São Paulo stellte in der zweiten Hälfte der 1980er Jahre Automobile und Kit Cars her. Der Markenname lautete Cross Way.

## Fahrzeuge
Ein VW-Buggy basierte auf dem Kadron-Buggy mit integrierten Scheinwerfern. Ein weiterer Buggy war optisch eigenständig und hatte freistehende Scheinwerfer. Das dritte Modell war ein Baja Bug, der unter anderem wegen seiner vier Scheinwerfer von einer Quelle als hässlich bezeichnet wird. Alle Modelle basierten auf einem Fahrgestell von Volkswagen do Brasil mit Heckmotor und hatten eine Karosserie bzw. Anbauteile aus Fiberglas.